# Avortement médicamenteux

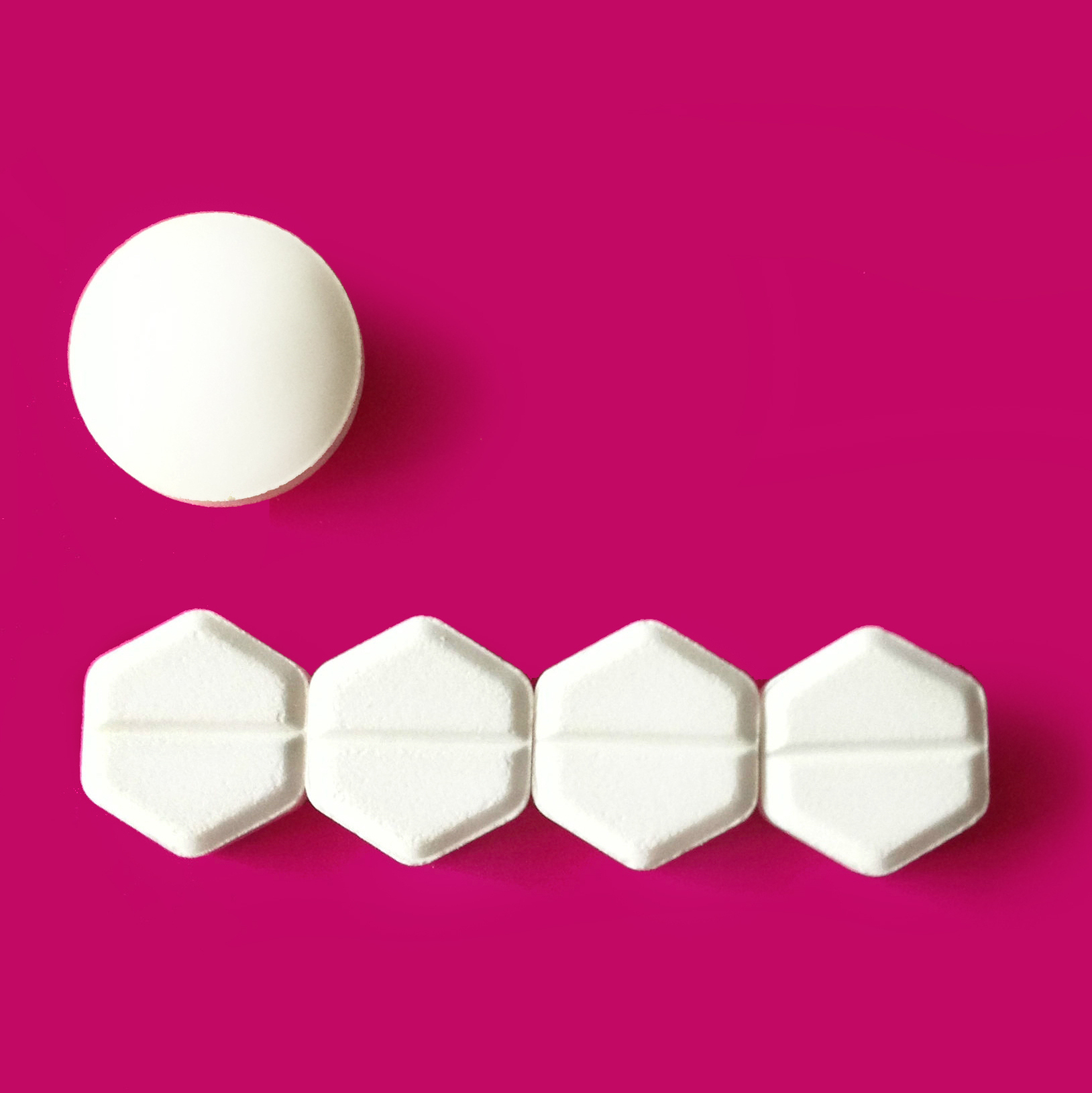
Protocole habituel pour un avortement médicamenteux précoce : un comprimé de 200 mg de mifépristone (en haut) et quatre comprimés de 200 μg chacun de misoprostol (en bas).

L'avortement médicamenteux, ou avortement par médicament, est une intervention qui permet de provoquer un avortement à l'aide de médicaments. C'est une solution alternative à l'avortement chirurgical, comme la méthode de Karman ou le curetage,,. L’avortement médicamenteux est la méthode d'avortement la plus couramment administrée dans la plupart des pays, notamment en Europe, en Inde, en Chine et aux États-Unis,.
Le protocole habituel est l'association de deux médicaments : la mifépristone suivie du misoprostol. Lorsque la mifépristone n’est pas disponible, le misoprostol peut être utilisé seul, bien qu'il existe d’autres options,. Ces médicaments peuvent être administrés de façon sécuritaire pendant le premier trimestre de la grossesse. Au cours du deuxième trimestre, il est préférable de les administrer en milieu hospitalier.
L’avortement médicamenteux est sûr et efficace à différents stades de la grossesse, y compris au cours du deuxième trimestre (de 13 à 24 semaines). Certaines données semblent montrer qu'il pourrait aussi être utilisé pendant le troisième trimestre. Les effets secondaires les plus courants sont, entre autres, des saignements génitaux, des crampes utérines, des nausées et de la diarrhée. L'avortement médicamenteux n'a aucune incidence sur le risque de trouble mental, de cancer du sein ou d’infertilité. Aux États-Unis, la mortalité maternelle est 14 fois moins élevée que celle d’un accouchement; l’hospitalisation, les transfusions sanguines ou la chirurgie sont nécessaires dans moins de 4 cas sur 1 000.
L’avortement médicamenteux a été administré pour la première fois dans les années 1970. Aux États-Unis, il a été pratiqué plus d’un demi-million de fois en 2020. L’Organisation mondiale de la santé recommande l'accès à l'avortement médicamenteux pour toutes les femmes et les filles, afin de réduire le taux d’avortements dans des conditions insalubres et les décès qui en résultent. Aux États-Unis, l'avortement médicamenteux pouvait coûter plus de 500 $ US en 2023; en revanche, des organismes de bienfaisance peuvent les fournir gratuitement ou à prix modique,,. Au Canada, il est couvert par l'assurance maladie. Dans les pays en développement, le coût variait entre 4  et   36 $ US en 2018. L'avortement médicamenteux ne doit pas être confondu avec la contraception d'urgence (pilule du lendemain) qui doit être prise rapidement après un rapport non protégé pour prévenir la survenue d’une grossesse.

## Statistiques par pays

### Introduction des médicaments
| Pays                 | Médicament      | Année |
| -------------------- | --------------- | ----- |
| États-Unis           | Carboprost (en) | 1979  |
| Allemagne de l'Ouest | Sulprostone     | 1981  |
| Japon                | Gemeprost (en)  | 1979  |
| France               | Mifepristone    | 1988  |
| États-Unis           | Misoprostol     | 1988  |

### Taux d'usage
| Pays                         | Pourcentage | Année |
| ---------------------------- | ----------- | ----- |
| France                       | 76 %        | 2021  |
| Suède                        | 96 %        | 2021  |
| Angleterre et Pays de Galles | 87 %        | 2021  |
| Écosse                       | 99 %        | 2021  |
| États-Unis                   | 53 %        | 2020  |